# Gesowip
Die Gesellschaft für Wissenschaftspublizistik (gesowip) ist ein 1999 gegründeter Verein mit Sitz in Basel.
Die Gesellschaft bietet Beratung für Publikationen im Bereich der Wirtschafts-, Sozial- und Kulturwissenschaften. Ein besonderer Schwerpunkt der Arbeit liegt auf der Unterstützung von Nachwuchswissenschaftler bei deren Publikationsvorhaben. 
Mit der edition gesowip verfügt die Gesellschaft über einen angegliederten eigenen Verlag, der Fachpublikationen zu aktuellen Zeitfragen herausgibt und über einen Publikationenfonds Veröffentlichungen hochstehender wissenschaftlicher Arbeiten fördert. Dazu gehören auch herausragende Master-Arbeiten aus Hochschulen und Universitäten der Schweiz. 
Präsident ist seit 2001 Claus-Heinrich Daub.

## Programm (Auswahl)
- Sozial- und Politikwissenschaften
  - Dorothée Deimann, Simon Mugier (Hrsg.): Entgegensprechen: Texte zu Menschenwürde und Menschenrecht. 2. Auflage. 2010, ISBN 978-3-906129-56-3.
  - Esteban Piñeiro: Helfen und Disziplinieren: Armenhilfe in der frühen Neuzeit und im Absolutismus. 2006, ISBN 3-906129-33-0.
  - Thomas Huonker: Fürsorgerische Zwangsmassnahmen in Adliswil von 1890 bis 1970. 2006, ISBN 3-906129-34-9.
  - Gülcan Akkaya: Gemeinwesenarbeit in Postkonflikt-Gesellschaften am Beispiel des Kosovo. 2006, ISBN 3-906129-35-7.
- Wirtschaftswissenschaften
  - Michael Quade, Ralf Wölfle: SuisseID in der Praxis, Grundlagen und Fallstudien zum elektronischen Identitätsnachweis der Schweiz. 2010, ISBN 978-3-906129-65-5.
  - Andrea Kampschulte, Claus-Heinrich Daub: Basel im Spiegel seiner Bewohner, Besucher und Unternehmer, Image und Ansprüche an der Wohnort, die Destination und den Unternehmensstandort Basel. 2010.
  - Rolf Meyer, Adrian Urs Sidler: Erfolgsfaktoren junger Unternehmen, Empirische Studie zur Situation junger Unternehmen in der Schweiz. 2010, ISBN 978-3-906129-58-7.
  - Rolf Meyer, Adrian Urs Sidler, Arie Hans Verkuil: Die Rolle des betrieblichen Gesundheitsmanagements bei Jungunternehmerinnen und Jungunternehmern, 2010, ISBN 978-3-906129-55-6
  - Rolf Meyer, Adrian Urs Sidler: Frauen-Power unter der Lupe, Empirische Studie zu den Unterschieden zwischen Unternehmensgründerinnen und -gründern in der Schweiz, 2010, ISBN 978-3-906129-60-0
- Geschichts- und Kulturwissenschaften
  - Martin Keller: Ortsfamilienbuch der Vogtei Hügelheim, ISBN 978-3-906129-04-4
  - Ernst Nussbaumer, Heinz Schlenker: Ortsfamilienbuch Buggingen, ISBN 978-3-906129-05-1
  - Martin Keller: Ortssippenbücher Weitenau und Wieslet, ISBN 978-3-906129-07-5
  - Max Schweinlin, Reiner Fangmeier: Ortssippenbücher Neuenburg am Rhein und Grissheim, ISBN 978-3-906129-09-9
  - Anna Burkhardt-Kuhny, Martin Keller: Ortssippenbuch Ihringen am Kaiserstuhl, ISBN 978-3-906129-10-5
  - Volkmar Schappacher: Die Zinsleute des St. Fridolin zu Stetten; Ortsfamilienbuch Stetten, Stadt Lörrach, ISBN 978-3-906129-11-2
  - Geschichtsverein Markgräflerland (Hg.): Ortssippenbücher des Kirchspiels Maulburg, ISBN 978-3-906129-15-0
  - Fred Wehrle: Ortssippenbuch Vogelbach Marzell, ISBN 978-3-906129-18-1
  - Fred Wehrle: Ortsfamilienbuch Hasel, ISBN 978-3-906129-24-2
  - Ernst Erler: Ortsfamilienbuch Betberg-Seefelden, St. Ilgen, ISBN 978-3-906129-30-3
  - Geschichtsverein Markgräflerland (Hrsg.): Ortssippenbuch Bamlach-Rheinweiler, ISBN 978-3-906129-27-3
  - Geschichtsverein Markgräflerland (Hrsg.): Ortssippenbuch der ehemaligen Vogtei Steinen mit den Dörfern Hägelberg, Höllstein, Hüsingen und Steinen, ISBN 978-3-906129-17-4
  - Gisela Werner: Ortsfamilienbuch Inzlingen, ISBN 978-3-906129-41-9
  - Volkmar Schappacher: Ortsfamilienbuch Wyhlen und Rührberg, ISBN 978-3-906129-47-1
  - Karl F. Ziegler: Ortsfamilienbuch Hauingen, ISBN 978-3-906129-51-8
  - Geschichtsverein Markgräflerland (Hrsg.): Ortsfamilienbuch Liel, ISBN 978-3-906129-36-5
  - Manfred G. Raupp: Ortsfamilienbuch Staffort, ISBN 978-3-906129-64-8